# Basilius Köhler
Basilius Köhler (* in Altenberg; † unbekannt) war von 1586 bis 1589 Kreuzkantor in Dresden.
Über Köhlers Lebensumstände ist wenig bekannt. Der Sohn des Pfarrers Basilius Köhler wirkte zur Zeit seiner Berufung nach Dresden als Schulmeister in Graupen. Er hatte sich nicht selbst um die Stelle beworben, sondern wurde vom Stadtrat von Dresden berufen.
Köhler trat die Stelle des Kreuzkantors als Nachfolger von Kaspar Füger 1586 an. Bereits drei Jahre später bat Köhler um seine Entlassung aus der Stelle, die ihm mit einer überaus positiven Beurteilung seiner Leistung gewährt wurde. Über sein weiteres Leben ist nichts mehr überliefert.
Zwei jüngere Brüder Köhlers waren Esaias Köhler (Pfarrer in Heynitz; † 1623) und Johann Köhler (Pfarrer in Glaucha; † 1626).
| Personendaten    | Personendaten           |
| ---------------- | ----------------------- |
| NAME             | Köhler, Basilius        |
| KURZBESCHREIBUNG | Kreuzkantor (1586–1589) |
| GEBURTSDATUM     | vor 1586                |
| GEBURTSORT       | Altenberg               |
| STERBEDATUM      | nach 1589               |